# Tamopsis brevipes
Tamopsis brevipes är en spindelart som beskrevs av Baehr 1987. Tamopsis brevipes ingår i släktet Tamopsis och familjen Hersiliidae.
Artens utbredningsområde är New South Wales. Inga underarter finns listade i Catalogue of Life.